# NGC 6570
NGC 6570 est une galaxie spirale barrée de type magellanique située dans la constellation d'Ophiuchus. Sa vitesse par rapport au fond diffus cosmologique est de 2 184 ± 9 km/s, ce qui correspond à une distance de Hubble de 32,2 ± 2,3 Mpc (∼105 millions d'al). NGC 6570 a été découverte par l'astronome allemand Albert Marth en 1864.
NGC 6570 a été utilisé par Gérard de Vaucouleurs comme une galaxie de type morphologique SB(s)dm dans son atlas des galaxies,.
La classe de luminosité de NGC 6570 est V et elle présente une large raie HI.
À ce jour, sept mesures non basées sur le décalage vers le rouge (redshift) donnent une distance de 25,557 ± 6,276 Mpc (∼83,4 millions d'al), ce qui est à l'intérieur des valeurs de la distance de Hubble.

## Groupe de NGC 6574
Selon A. M. Garcia NGC 6570 fait partie du groupe de NGC 6574. Ce groupe de galaxies renferme au moins quatre membres. Outre NGC 6574, les trois autres galaxies du groupe sont UGC 11168 et UGC 11141.
D'autre part, selon un article publié par Steven D. Peterson en 1979, NGC 6570 et NGC 6574 forment une paire de galaxies.